# Marek Bratuń
Marek Edward Bratuń (ur. 1953) – polski filolog, prof. dr hab. nauk humanistycznych, profesor nadzwyczajny Instytutu Dziennikarstwa i Komunikacji Społecznej Wydziału Filologicznego Uniwersytetu Wrocławskiego.

## Życiorys
W 1982 ukończył studia filozoficzne na Katolickim Uniwersytecie Lubelskim. W 1988 obronił w Instytucie Badań Literackich PAN pracę doktorską Historycznoliteracka geneza twórczości markiza de Sade napisaną pod kierunkiem Jerzego Łojka i po śmierci pierwszego promotora - Romana Kalety. W latach 1988–1992 pracował jako adiunkt w Pracowni Historii Literatury i Edytorstwa Wieku Oświecenia IBL PAN z siedzibą we Wrocławiu, w latach 1992–2004 w Instytucie Filologii Polskiej Uniwersytetu Opolskiego, gdzie w latach 1995–1999 i 2002–2004 kierował Zakładem Literatury Staropolskiej i Oświeceniowej. 12 czerwca 2003 habilitował się na podstawie pracy zatytułowanej Ten wykwintny, wykształcony Europejczyk. Zagraniczne studia i podróże edukacyjne Michała Jerzego Wandalina Mniszcha w latach 1762–1768. 
Od 2004 jest zatrudniony na stanowisku profesora nadzwyczajnego w Instytucie  Dziennikarstwa i Komunikacji Społecznej na Wydziale Filologicznym Uniwersytetu Wrocławskiego. 15 kwietnia 2015 nadano mu tytuł profesora w zakresie nauk humanistycznych.